# 安塔區 (卡爾瓦斯省)
安塔區（西班牙語：Distrito de Anta），是秘魯的一個區，位於該國北部安卡什大區的卡爾瓦斯省，始建於1910年11月28日，面積40.77平方公里，海拔高度2,791米，2005年人口2,424，人口密度為每平方公里59人。